# サウスオール事故
サウスオール事故（サウスオールじこ、英:Southall rail crash）は、1997年9月19日にロンドン西部・サウスオールのグレート・ウェスタン本線内で発生した列車衝突事故である。

## 事故の概要
スウォンジ発パディントン行きのグレート・ウェスタン・トレインズの高速列車（インターシティー125）と貨物列車が衝突し、7名が死亡、139名が重軽傷を負った。

## 参考資料
- クリスチャン・ウルマー 著、坂本憲一 訳『折れたレール―イギリス国鉄民営化の失敗』ウェッジ社、2002年。ISBN 4-900594-56-3。
- 信号見落としで急行列車と貨物列車衝突、約170人死傷 - 失敗知識データベース